# Kernkabinet (België)
Het kernkabinet (Frans: Conseil des ministres restreint of Kern) is een verkleinde samenstelling van de Belgische ministerraad die naast de premier alle vicepremiers van de regering bevat in plaats van de voltallige ministerraad. Afhankelijk van de te behandelen materie kan het kernkabinet eventueel worden uitgebreid met andere ministers of staatssecretarissen.

## Samenstelling
Het Belgische kernkabinet bestaat uit de Belgische premier en alle vicepremiers van de coalitie. Er zijn evenveel vicepremiers als er partijen zijn binnen de regeringscoalitie, één per partij. De premier wordt als neutraal lid beschouwd, dus ook diens partij levert een eigen vicepremier. Taalpariteit (Frans-Nederlands) is vereist voor de voltallige ministerraad, maar als de coalitie meer partijen uit één van de twee gemeenschappen samenbrengt, ontbreekt taalpariteit in het kernkabinet. Dit was het geval tijdens de regeringen Leterme I, Leterme II en Van Rompuy, waarbij meer Franstalige (MR, PS, CdH) dan Vlaamse (CD&V, Open VLD) partijen in de coalitie zaten. Hetzelfde gold voor de regering Michel I, waarbij meer Vlaamse (NV-A, Open VLD en CD&V) dan Franstalige (MR) partijen in de coalitie zaten.
Er is geen verband tussen de specifieke portefeuilles van de vicepremiers en het feit dat zij deel uitmaken van het kernkabinet.

## Vorig kernkabinet (regering-De Croo)
- Alexander De Croo, Open VLD: Premier;

- Pierre-Yves Dermagne, voor PS: vicepremier, minister van Economie en Arbeid;

- David Clarinval, voor MR: vicepremier, minister van middenstand, zelfstandigen, KMO’s en landbouw, institutionele hervormingen en democratische vernieuwing;

- Georges Gilkinet, voor Ecolo: vicepremier, minister van Mobiliteit;

- Vincent Van Peteghem, voor CD&V: vicepremier, minister van Financiën, verantwoordelijk voor de coördinatie van de fraudebestrijding;

- Frank Vandenbroucke, voor Vooruit: vicepremier, minister van Sociale Zaken en Volksgezondheid;

- Petra De Sutter, voor Groen: vicepremier, minister van Ambtenarenzaken, Overheidsbedrijven, Telecommunicatie en Post;

- Paul Van Tigchelt, voor Open VLD: vicepremier, minister van Justitie, belast met de Noordzee. Sinds 22 oktober 2023.

## Huidig kernkabinet (regering De Wever)
- Bart De Wever, N-VA: Premier;
- David Clarinval, voor MR: vice-eersteminister en minister van Werk, Economie en Landbouw.

- Maxime Prévot, voor Les Engagés:  vice-eersteminister en minister van Buitenlandse Zaken, Europese Zaken en Ontwikkelingssamenwerking.

- Frank Vandenbroucke, voor Vooruit: vice-eersteminister en minister van Sociale Zaken en Volksgezondheid, belast met Armoedebestrijding.

- Jan Jambon, voor N-VA:  vice-eersteminister en minister van Financiën en Pensioenen, belast met de Nationale Loterij en de Federale Culturele Instellingen.

- Vincent Van Peteghem, voor CD&V: vice-eersteminister en minister van Begroting, belast met Administratieve Vereenvoudiging

## Gerelateerde artikelen
- Vicepremier van België